# Michał Kobyliński (poeta)
Michał Kobyliński ps. Gil Gilling (ur. 1957 w Warszawie, zm. 20 grudnia 2020 w Warszawie) – polski poeta, slamer i fotograf.
Obok Jasia Kapeli, Kuby Przybyłowskiego, Macieja Kaczki i Andrzeja Leśniewskiego jeden z najbardziej znanych slamerów w Polsce. Zwycięzca kilkunastu slamów w różnych miastach Polski, wielokrotny laureat konkursów jednego wiersza. Publikował w czasopismach literackich – od lokalnych np.: „Obrzeża” po ogólnopolskie jak np. „Odra”. W 2006 roku ukazał się jego debiut książkowy pod tytułem Gil Gilling (Biblioteka Nocy Poetów, SDK, Warszawa, 2006) za który otrzymał wyróżnienie w Ogólnopolskim Konkursie Literackim „Złoty Środek Poezji” 2007. W latach 2004–2008 prowadził serwis Fotonjusy, na którym zamieszczane były fotoreportaże z różnych spotkań poetyckich – festiwali, finałów konkursów, spotkań autorskich, slamów, turniejów poetyckich itp. (około 350 fotoreportaży, ok. 3000 zdjęć współczesnych polskich poetów wszystkich pokoleń). W roku 2006 był stypendystą Ministra Kultury i Dziedzictwa Narodowego.
Z wykształcenia był elektronikiem – ponad 20 lat prowadził własną działalność gospodarczą usługowo-handlową. Miał dwoje dzieci, był rozwiedziony. Mieszkał w Warszawie, ale ostatnie 5 lat życia spędził mieszkając w drewnianym domku, który odbudował i urządził, na skraju pewnej wsi w powiecie łukowskim. Przez ostatni rok życia zmagał się z chorobą nowotworową.
Został pochowany w rodzinnym grobie na Cmentarzu Powązkowskim.